# لجنة فينوغراد

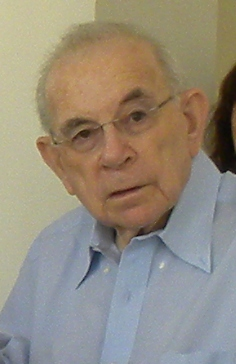

لجنة فينوغراد هي لجنة فحص حكومية أو لجنة تقصي حقائق موكلة من قبل الحكومة الإسرائيلية «لاستيضاح استعدادات وأداء المستوى السياسي والمؤسسة الأمنية في ما يتعلق بالجوانب المختلفة للقتال في الشمال، الذي بدأ في 12 تموز 2006» حسب كتاب تعيين اللجنة. تشكلت اللجنة في السابع عشر من أيلول 2006 بعدما صادقت الحكومة الإسرائيلية على تأليف اللجنة بغالبية 20 وزيراً ومعارضة اثنين وامتناع واحد.
يترأس اللجنة إلياهو فينوغراد قاض متقاعد شغل منصب رئيس المحكمة المركزية (اللوائية) في تل أبيب وعمل في المحكمة الإسرائيلية العليا لمدة سنة واحدة. وتتمتع اللجنة بصلاحيات موسوعة كتلك التي تتمتع بها أي لجنة تحقيق رسمية، غير أن تعيين أعضائها تم على يد رئيس الوزراء وليس على يد رئيس المحكمة العليا.

## خلفية التشكيل
عندما طالت حرب يوليو 2006 وتكثف قصف منطقتي الجليل وجبل الكرمل بدأت الأصوات تتعالى في الوسط الإسرائيلي للتحقيق في أوضاع الجيش والقيادة العسكرية. كان الصحافيون أول من أثار هذه المسألة وتزايدت هذه الدعوات بعد إعلان وقف إطلاق النار وإعلان حزب الله فوزه الذي وصفه ب«النصر الإلهي»، وأصبحت تطالب باستقالة كل من رئيس الوزراء إيهود أولمرت، ووزير الدفاع عمير بيرتز، ورئيس الأركان دان حالوتس. أخذ التحرك بعداً شعبياً مع إقامة لجنود الاحتياط وأهالي آخرين قتلوا في المعارك، بتعاون مع «الحركة من أجل جودة السلطة»، خيم اعتصام أمام المحكمة العليا وديوان رئاسة الحكومة في القدس.
دعا المعتصمون إلى إجراء تحقيق شامل بالأخطاء والإخفاقات التي ارتكبت قبل الحرب وخلالها عن طريق تشكيل لجنة تحقيق رسمية بموجب قانون لجان التحقيق. حسب هذا القانون، يعين رئيس المحكمة العليا أعضاء اللجنة إذا قررت الحكومة تشكيلها، أي تتحمل الحكومة مسؤولية إقامة اللجنة وتحديد مهماتها، ولكنها لا تؤثر على هوية أعضائها. كان أولمرت رافضا لهذا المطلب رغم إقراره بوجود «إخفاقات خلال الحرب يحظر تجاهلها أو إخفاؤها» بذريعة عدم الرغبة في شل الجيش والدولة لأشهر بانتظار أن تقدم لجنة التحقيق تقريرها وتوصياتها. في 9 أيلول 2006 نظم احتجاج ضخم في ساحة رابين في تل أبيب شارك فيه نحو 40 ألف شخص مطالبين بتكوين لجنة تحقيق رسمية. عندما تكثر ضغط الجمهور والصحافة، قدم أولمرت للحكومة اقتراحا لتشكيل لجنة تحقيق حكومية بدلا من لجنة تحقيق رسمية. وعلى ما يبدو أراد أولمرت تعيين أعضاء اللجنة بنفسه فاختار مسارا قضائيا بديلا لقانون لجان التحقيق. بالإضافة إلى القاضي إلياهو فينوغراد عينت الحكومة الإسرائيلية البروفيسورة روت غابيزون، البروفيسور يحيزقيل درور، والجنرالان الاحتياطيان مناحيم عينان وحاييم ندال.
لاقى قرار الحكومة معارضة قوية حيث قدمت «الحركة من أجل جودة السلطة» التماسا للمحكمة العليا كي يأمر الحكومة بتشكيل لجنة تحقيق رسمية. رفضت المحكمة العليا الالتماس بعد قبول توضيحات الحكومة. بعد رفض التماسها طالبت الحركة من المستشار القضائي الحكومي منع تعيين مرشحين اقترحهما أولمرت فلبى المستشار ميني مازوز المطالبة وأمر أولمرت بعدم تعيينهما.

## تقرير اللجنة
صدر عن اللجنة في في شهر أبريل/نيسان من سنة 2007 تقرير مؤقت وجه نقدا ذريعا لأولمرت وتوصل إلى أنه تسرع بالذهاب إلى الحرب، وحمله التقرير مع قادة اخرين مسؤولية «فشل ذريع» في الحرب. كان رئيس الأركان الإسرائيلي دان حالوتس قد استقال قبل صدور التقرير المؤقت كما استقال وزير الدفاع عمير بيريتس عقب صدوره لكن أولمرت تمسك بمنصبه رغم المعارضة القوية وافتقاره للشعبية.
في 30 يناير 2008 أصدرت اللجنة تقريرها النهائي المتكون من 500 صفحة. برأ التقرير أولمرت من الفشل عندما قال أن رئيس الوزراء الإسرائيلي «لم يفشل» عندما اتخذ قرارا بشن هجوم بري كبير عند نهاية الحرب بعد أن حمل التقرير الأولي أولمرت المسؤلية شخصيا. برأ التقرير كذلك ساحة وزير الدفاع السابق عمير بريتس عندما قال أنه «تصرفا انطلاقا من قناعة راسخة وصادقة إذ اعتقدا أن (قرارهما) يخدم مصلحة إسرائيل الاستراتيجية». جاءت المسؤلية في التقرير مسؤلية جماعية إذ قال «أن مسئولية الأخطاء الكثيرة في تلك الحرب تقع على عاتق صانعي القرار من القادة السياسيين والعسكريي» دون أن يذكر أية أسماء. تم تبرير عدم ذكر أسماء محددة أن ذلك سيؤدي إلى السماح لأولئك الأشخاص بالدفاع عن أنفسهم بواسطة محامين إمام اللجنة مما يعني أن يستغرق التحقيق فترة طويلة جدا ربما تصل الاعوام.

## وصلة خارجية
- الموقع الرسمي للجنة فينوغراد نسخة محفوظة 3 مارس 2018 على موقع واي باك مشين.

## مصدر
1. 1 2 3 4 5 6  لجنة فينوغراد: الأصول والنشأة  من موقع إنباء الإخباري نسخة محفوظة 01 مارس 2011 على موقع واي باك مشين.
2. ↑  تقرير فينوجراد ومستقبل أولمرت من موقع هيئة الإذاعة البريطانية نسخة محفوظة 07 مارس 2016 على موقع واي باك مشين.
3. 1 2 3 4  تقرير فينوغراد نصف انتصار لاولمرت من موقع إذاعة هولندا العاليمة نسخة محفوظة 16 أبريل 2008 على موقع واي باك مشين.
4. 1 2  تقرير فينوجراد يمنح أولمرت فرصة البقاء في منصب من موقع هيئة الإذاعة البريطانية نسخة محفوظة 08 مارس 2016 على موقع واي باك مشين.